# Бугайчик (рід)
Бугайчик (Ixobrychus) — рід болотяних птахів родини чаплевих (Ardeidae). Він поширений в Північній Америці, Південній Америці, Євразії та Австралії. Переважно тропічні види, але існує два північні види.
Вони розмножуються у заростях очерету, і рідко спостерігаються, через свій потайний спосіб життя. Живляться рибою, жабами.

## Види
- Бугайчик звичайний (Ixobrychus minutus)
- Бугайчик австралійський (Ixobrychus dubius)
- Бугайчик рудий (Ixobrychus cinnamomeus)
- Бугайчик аргентинський (Ixobrychus involucris)
- Бугайчик американський (Ixobrychus exilis)
- Бугайчик китайський (Ixobrychus sinensis)
- Бугайчик амурський (Ixobrychus eurhythmus)
- Бугайчик африканський (Ixobrychus sturmii)
- Бугайчик чорний (Ixobrychus flavicollis)
- †Бугайчик новозеландський (Ixobrychus novaezelandiae)